# Medbury
Medbury est une localité rurale de la région de Canterbury située dans l’île du Sud de la Nouvelle-Zélande.

## Situation
Elle est localisée juste en dehors de la route State Highway 7 (en) près de la rivière Hurunui.

## Population
Il n’y a pas de population significative de la ville, mais juste des propriétés rurales.

## Histoire
Le 15 décembre 1884, une extension de la ligne de chemin de fer, qui court jusqu’à la localité de Waikari, fut ouverte en direction de la ville de Medbury, qui en resta le terminus pour une petite année avant que d’autres extensions ne soient ouvertes. Cette ligne fut envisagée pour devenir la ligne principale du nord de l’île du sud (en) en direction des villes de Nelson et de Blenheim, mais finalement, un trajet côtier lui fut préféré, passant par la localité de Parnassus.
Cette ligne à traversant Medbury eut donc un terminus un peu plus loin à l’est, au niveau de la ville de Waiau et fut connue comme la branche de Waiau (en).
La station de Medbury avait des quais de chargement, un espace de stockage et une  citerne à eau  pour le trafic vers Culverden, qui débuta le 8 février 1886.
Les  locomotives à vapeur et une Halle à marchandises furent installés en 1924.
La station fut fermée du fait de l’insuffisance du trafic dès 1974, avec la suppression complète de la ligne, qui prit place le 15 janvier 1978.
Les étagères pour les biens sont encore en place mais relocalisées au niveau du paddock du fermier Paul Protheroe . 
La famille Brooker était importante dans cette région à cette époque et elle habita au niveau de Medbury, dans une ferme.
Neillie Macleod  (auparavant dénommée  Brooker), arriva dans cette région dès la fin du XIXe siècle ou au début du XXe siècle.